# Lolol
Lolol (Mapudungun für „Land der Löcher“) ist eine chilenische Gemeinde und Stadt in der Provinz Colchagua in der Región del Libertador General Bernardo O’Higgins. Bei der Volkszählung im Jahr 2017 hatte sie 6811 Einwohner. Die Gemeinde erstreckt sich über eine Fläche von 596,9 km².

## Geschichte
Sie wurde im Jahre 1830 gegründet.
Am 22. Mai 2010, dem Nationalen Gedenktag Chiles, reiste eine Gruppe Freiwilliger aus Santiago de Chile nach Lolol, welches durch das Erdbeben vom 27. Februar 2010 schwer beschädigt wurde. Die Kirche der Stadt, welche weit bekannt ist, wird derzeit wieder aufgebaut.

## Bevölkerung
Laut der Volkszählung des Nationalen Statistikinstituts von 2002 hatte Lolol 6191 Einwohner (3235 Männer und 2956 Frauen). Von diesen lebten 2118 (34,2 %) in städtischen Gebieten und 4073 (65,8 %) auf dem Land. Die Bevölkerung wuchs zwischen den Volkszählungen 1992 und 2002 um 4,2 % (247 Personen). Im Jahr 2017 zählte man 6811 Personen.